# Fernando Flores
Cet article possède des homonymes et des paronymes, voir Flores.
Carlos Fernando Flores Labra, né le 9 janvier 1943 à Talca (Chili), est un ingénieur, entrepreneur et homme politique chilien.

## Biographie
Salvador Allende est élu président en 1970. Haut fonctionnaire, Fernando Flores, âgé de 28 ans, nommé par le président à l'Agence nationale du développement, une structure technocratique qui administre les entreprises nationalisées, contacte le théoricien britannique Stafford Beer afin de lancer le projet Cybersyn, visant à créer une économie planifiée contrôlée par ordinateur en temps réel,.
Fernando Flores est par la suite nommée ministre de l'Économie. Après le coup d'État de 1973, il est incarcéré. Pendant son incarcération, il se tourne vers la philosophie. En 1976, il est libéré de prison par le chapitre de San Francisco d'Amnesty International qui l'adopte comme prisonnier de conscience et demande sa libération pour le recruter aux États-Unis. Il s'exile en Californie. À son arrivée aux États-Unis, il est chercheur associé pendant un an à Stanford. Il suit ensuite un doctorat à l'université de Berkeley, où il étudie le philosophe Martin Heidegger et le linguiste John Langshaw Austin et rédige une thèse sur les communications commerciales. Sa thèse, soutenue en 1982, porte sur le bureau du futur caractérisé par une multitude d'interactions via réseaux et des logiciels d'aide à la production.
En 1979, il rencontre Werner Erhard. Ils développent ensemble des ateliers de développement personnel. Flores lance la société Action Technologies dont Erhard est actionnaire à 20%. En 1987, sa fortune est estimée entre 35 et 40 millions de dollars. Ses projets entrepreneuriaux visent à appliquer les théories de Taylor et Heidegger sur la création de nouveaux mondes (ici digitaux) qui stimulent l'implication de ses participants. Son entreprise Business Design Associates basée à Alameda en Californie, qui enregistre un CA annuel de 25 à 40 millions de dollars dans les années 1990, applique ces principes à la relation commerciale.
Au début des années 2000, il cesse ses activités professionnelles aux États-Unis et retourne vivre au Chili. Entre 2001 et 2009, il est sénateur de l'Arica et Parinacota. En 2010, il est nommé par le président Sebastián Piñera à la tête du Conseil national de l'innovation pour la compétitivité. Dans les années 2010, il retourne à Berkeley pour se relancer dans le secteur des technologies, alors que la vague Web 2.0 résonne avec son approche socio-technologique.

## Publications
- (en) Fernando Flores et Terry Winograd, Understanding Computers and Cognition: A New Foundation for Design, Addison-Wesley Professional, 1987, 207 p. (ISBN 978-0201112979)
- (en) Fernando Flore, Charles Spinosa et Hubert Dreyfus, Disclosing New Worlds : Entrepreneurship, Democratic Action, and the Cultivation of Solidarity, The MIT Press, 1999, 232 p. (ISBN 9780262692243)
- (en) Fernando Flores et Robert C. Solomon, Building Trust: In Business, Politics, Relationships, and Life, Oxford University Press, 2001, 192 p. (ISBN 978-0195126853)
- Beyond Calculation: The Next Fifty Years, numéro spécial de Communications of the ACM (contributeur)